# Eduard Fueter
Eduard Fueter, född 13 november 1876 i Basel, död där 28 november 1928, var en schweizisk historiker och publicist.
Fueter var ledande redaktör för Neue Zürcher Zeitung 1904–1908 och 1912–1921, blev 1903 privatdocent i Zürich och 1915 titulärprofessor där. Bland Fueters vetenskapliga arbeten märks Religion und Kirche in England im 15. Jahrhundert (1904), Geschichte der neueren Mistographie (1911, 3:e upplagan 1936), Geschichte des europäischen Staatensystems von 1492–1559 (1919), Weltgeschichte der letzten hundert Jahre 1815—1920 (1921) och Die Schweiz seit 1848. Geschichte, Politik, Wirtschaft (1928). Fueter var som historiker övertygad liberal, och tillämpade ett socialhistoriskt betraktelsesätt. Som motståndare till den moderna makttanken såg han kritiskt på Tysklands politik och förutspådde redan före första världskriget rikets sammanbrott. Som historiker var han omstridd men var en viktig gestalt inom samtidens schweiziska historieforskning.